# Rescue Me (Madonna-dal)
A Rescue Me című dal Madonna amerikai énekesnő második, és egyben utolsó kimásolt kislemeze a The Immaculate Collection című első válogatásalbumáról. A dalt írta, és készítette Shep Pettibone. Eredetileg nem tervezték a kiadását, de a dal folyamatos rádiós játszása arra késztette a Sire Records-ot, hogy az Egyesült Államokban a "The Immaculate Collection" részeként megjelentessék kislemezen, mely 1991. február 23-án jelent meg az Egyesült Államokban, és harmadik kislemezként az Egyesült Királyságban. A dance-pop gospel house stílusú dalban mennydörgés, és az eső hangja hallatszik. A dalszövegek romantikus szerelemről szólnak, amely megmenti az énekesnőt.
A dalt kiadását különböző remixek is kísérték. Pozitív kritikákat kapott mind az eredeti verzió, mind a remixek, melyek Pettibone munkáját dicsérik. A dalt az értékelők Madonna jövőbeli zenei törekvéseinek példájává tették. A "Rescue Me" Top 10-es helyezést ért el Kanadában, Dániában, Írországban, Hollandiában, Norvégiában, az Egyesült Királyságban, és az Egyesült Államokban. Ez utóbbi országban ez volt Madonna 22. Top 10-es slágere a Billboard Hot 100-as listán. A dal köztesként hangzott el a 2019–2020-as Madame X Tour részeként.

## Előzmények és megjelenés

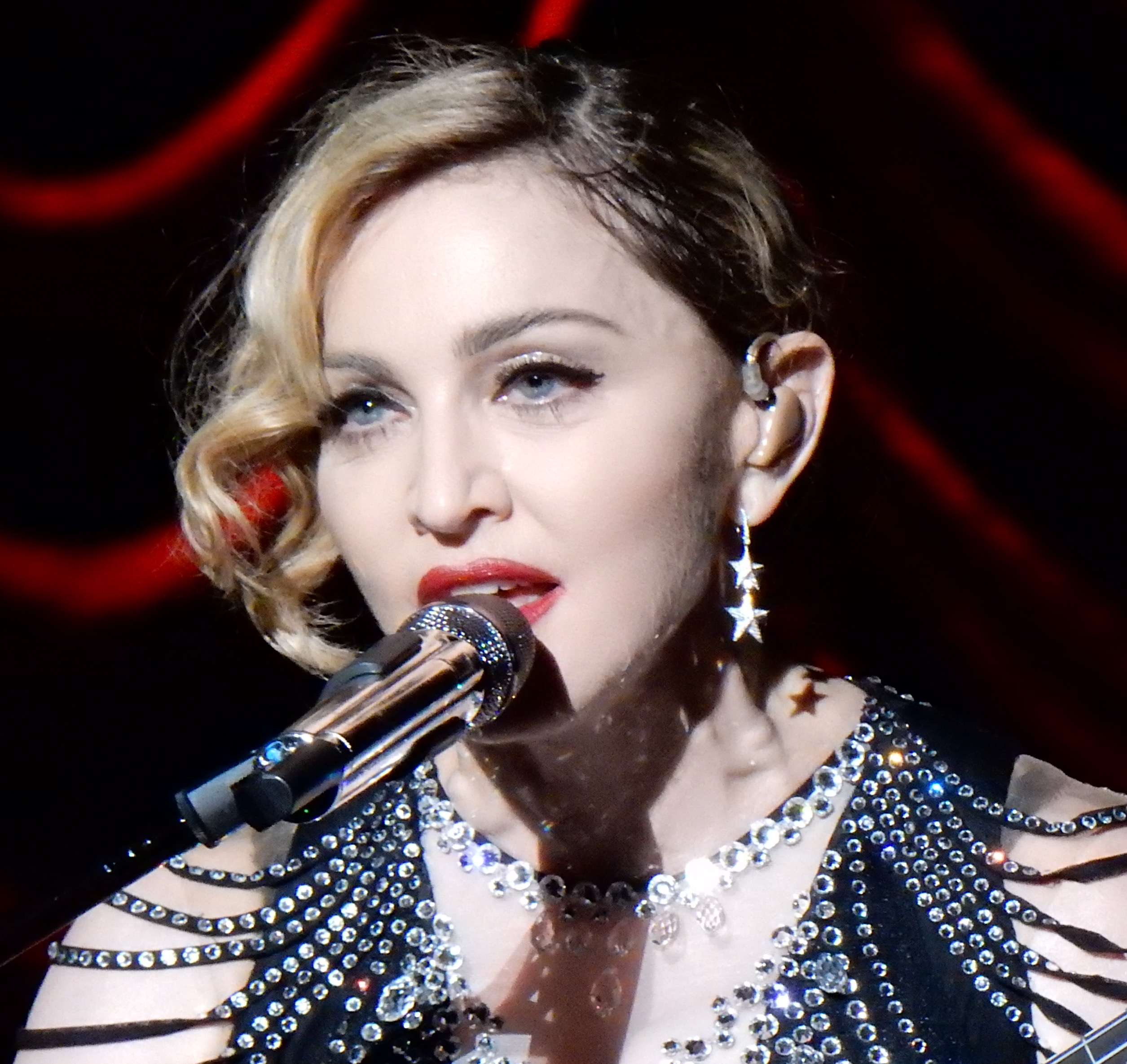
Madonna írta és készítette a dalt Shep Pettibone-val.

1990 végén Madonna készen állt első válogatáslemeze, a The Immaculate Collection megjelentetésére. J. Randy Taraborrelli a Madonna: An Intimate Biography szerzője szerint a lemez kiadása sokkal több volt, mint puszta gyűjteménye Madonna legnagyobb példányszámban eladott válogatáslemezének. Az énekesnő mint "büszke mérföldkő" haladt felfelé karrierje során, azóta, hogy kitört a zenei életbe 1982-ben. A gyűjtemény előtt már megjelent 15 korábban kiadott kislemeze, valamint két új dal is, a Justify My Love és a "Rescue Me". Az előbbi első kimásolt kislemezként jelent meg, és ellentmondásos volt a zenei videójának köszönhetően, melynek sugárzását betiltották.
Kezdetben nem tervezték, hogy a "Justify My Love" után kiadják a soron következő kislemezt, ezért nem készült videokli a "Rescue Me" című dalhoz, azonban a rádióban játszották a dalt, mely arra késztette a Sire Records-ot, hogy kiadják a dalt hivatalosan kislemezen. A borítón Madonna látható a Justify My Love című videóból. Az Egyesült Államokban a dalt második kislemezként adták ki 1991. február 23-án, és harmadik kislemezként az Egyesült Királyságban, a Crazy for You című dal miatt.  Végül megjelent egy videoklip, mely Madonna 1987-es Who's That Girl World Tour turnéjának összeállított felvételeiből áll.
A dalt köztesként felhasználták a 2019-2020-as Madame X Tour részeként. A színpadon az előadóművészek kecsesen vonaglottak a dalra. Jon Pareles a The New York Times-től azt írta az előadásra, hogy a koncert legerősebb dance pillanata volt.

## Felvételek és összetétel
Madonna a "Rescue Me" című dalt Shep Pettibone-val közösen készítette, akivel a Vogue című dalon is dolgozott.  A dalt a New York-i Axis Stúdióban rögzítették P. Dennis Mithell hangmérnök vezetésével, illetve Curt Frasca és John Partham közreműködésével. Peter Schwartz billentyűs hangszereken közreműködött, valamint Joe Moskowitz és Junior Vasquez is segítette a munkát. A dal szerkesztésében Tony Shimkin közreműködött, a mastert pedig Tod Jensen készítette a Sterling Sound Stúdióban. A "Rescue Me" remixeit Pettibone és Goh Hotoda készítette a Sound Works Stúdióban New Yorkban. A keverést az akkor újdonságnak számító QSound hangtechnikával végezték, melyet a The Immaculate Collection összes zeneszámánál alkalmaztak.
A "Rescue Me" egy dance-pop dal gospel és house elemekkel. Larry Flick a Billboard-tól a dalt egy színes pop-dance house, rave dalnak írta le. Az Alfed Publishing által a Musicnotes.com oldalon közzétett információk alapján a dal kulcsa D mollban íródott, mely 116 BPM / perc ritmusú. Madonna énekhanja pedig  B ♭ 3- tól E ♭ 5- ig terjed. A dal akkordmenete a következő: E ♭ m-D ♭ / E ♭ -A ♭ sus4 / E ♭ -A ♭ / E ♭ . A dal szívdobogással, és mennydörgéssel indul, melyet egy basszusgitár, zongora és ütőhangszerek hangjai követnek. Emlékeztetve a brit Szintipop duó a Yazoo, és más 80-as évek beli együttes fellépéseinek dalaira, a "Rescue Me" Madonna vonalát növeli, különösen a vége felé. A háttérénekeket Dian Sorel, Catherine Russell, és Lillies White éneklik. A dal végén a hangszerek elhalkulnak, és csak az alap marad, majd a dal mennydörgés, és eső hanggal ér véget.
Lírai módon a "Rescue Me" arra utal, hogy szeretik megmenteni az énekest. Santiago Fouz-Hernández a Madonna Drowned Worlds című könyvében megjegyezte, hogy Madonna munkájában a szex mellett egy másik témát, a romantikus szerelmet is ábrázolják. Az énekesnő a szeret, mint megmentő szerepet játszik a dalszövegben, amikor a következő dalszöveget mondja: "I believe in the power of love / I believe that you can rescue me". Egy 1967-es dalra, az Edwin Star általi "Stop Her on Sight (SOS)",és  Aretha Franklin "Respect" című dalokra. Katharine Birbalsingh a The Daily Telegraph szerint a vallásos dalszövegek által Madonna közvetlenül a hallgatók felé fordul, könyörögve a szeretetre, és figyelemre, mely olyan sorokban van jelen, mint a "You see that I'm ferocious, you see that I am weak / You see that I am silly, and pretentious and a freak".
A dal az Egyesült Államokon kívül is megjelent Madonna 1987-es Spotlight című dalával együtt, ami a kislemez B. oldalán szerepelt. Valamint nyolc különféle remix is felkerült a lemezre. Egy hosszabb remixet is készítettek "Titanic Vocal Mix" címen, a "House Vocal Mix" mellett, mely egy teljesen új ütemet, és hangszerelést kapott. A zongorahang mintha Madonna 1986-os True Blue című dalából származnak. A Lifeboat és SOS mixek hangosabbak, és ütemük is másabb, és hasonló összetétellel bír, mint a "Vogue". Mindegyik remixben az eredeti énekhang megmaradt, és egy dub verzió is megjelenik.

## Kritikák
Larry Flick a Billboard-tól Madonna énekét az eddig legerősebbnek nevezte, Pettibone produkcióját pedig "csillag"-nak. Flip elismerte a dal remixeit is, mondván, hogy Pettibone túllépett magán, hogy több új verziót is készített a dalból, melyek megfelelnek különféle formátumoknak...Bármelyik remixnél a "Rescue Me" sokkal húsosabb, és tartósabb, mint az előző "Justify My Love" című dal. Taraborrelli a dalt egy szokásos pulzáló táncdalnak írja le, jelezve, hogy ellentétese az előző "Justify My Love" című kislemezzel.  Rikky Rooksby úgy gondolta, hogy Madonna "morgó" éneke, nem igazán illeszkedik a dalhoz, de pozitívan értékelte a zeneszám záró eső és mennydörgés általi befejezését. A The Immaculate Collection által úgy érezte, hogy nem teremtett új teret az énekes számára. Andrew Harrison a Select-ből a dalt a "Justify My Love" mellett úgy jellemezte, hogy sebezhetőbb, szexuális előrejelzést nyújt mindkét dalnál. A Rolling Stone a dalt méltónak, és érzékinek írja le.
Jose F. Promis az AllMusic-tól átnézte Pettibone remixeit, és pozitív értékelést adott rájuk, mely azt mutatta, hogy milyen volt a house /pop tánczene a 90-es évek elején. A Sputnikmusic egyik értékelője a dal 5 csillagból négyre értékelte, és hasonlónak találta a "Justify My Love"-hoz, "de mégsem olyan jó" – mondta.  Robbie Daw az Idolator-tól a dalt az egyetlen legjobb Madonna dalnak nevezte, amelyet a rádiók elfelejtettek, megjegyezve, hogy a dal, és a "Justify My Love" együtt indultak a 90-es évek elején. James Rose a Daily Review-ből megjegyezte, hogy Madonna a dalla a karrierjének egy szakaszát kezdte meg, amely cinikus önelégülés és a bátor önkifejezés között oszcillál. Eric Henderson a Slant Magazintól miközben a "Celebration"-t vizsgálta, a "Rescue Me"-t simmeringnek nevezte, és kijelentette, hogy az énekesnő most vitathatatlanul a legnagyobb név a szakmában, és a zenéje is népszerű. Michael Cooper (LA Weekly) felállította a saját Top 20-as Madonna kislemezek listáját, ahol a dalt a 14. helyre helyezte. Úgy vélte, hogy a dal beharangozta az énekes jövőjét ezzel a dallal, valamint 5. Erotica albummal is, mely számára az idő innovatív volt, áthidalva a szakadékot a 80-as évek és 90-es évek között. Chuck Arnold (Entertainment Weekly) a "Rescue Me"-t Madonna 45. legjobb kislemezének írta le, majd megjegyzete: "Ha a "Vogue"-t egy evangéliumi kórus előadja a templomban, akkor ez hangos lehet ("Rescue Me"). Madonna 60. születésnapjának tiszteletére Jude Rodgers a The Guardian-tól a 44. helyre rangsorolta a dalt, melyet úgy hívott, mint a 90-es évek eleji túlhajtott elektronikát.

## Sikerek
Az Egyesült Államokban Michael Ellis a Billboard-tól megjegyezte, hogy a "Rescue Me" a hivatalos megjelenés előtt debütált a Billboard Hot 100-as lista 7. helyén. A dalt az ország szinte minden nagyobb rádióállomásán játszották. A kiadás után a dal a Billboard Hot 100 kislemezlista 15. helyén debütált az 1991. március 2-i héten. Ez volt a dal legnagyobb debütálása az elmúlt 21 évben, mióta a The Beatles "Let It Be" debütált a 6. helyen 1970 márciusában. A "Rescue Me" szintén magasan debütált, és ez volt az első női előadó által debütált dal 1957-óta, amikor Joy Layne "Your Wild Heart" című dala lépett a 30. helyre. Három hét után a dal elérte a 9. helyet a Hot 100-as listán, ezzel Madonna 22. Top 10-es kislemezévé vált. A dal a Dance Club Songs lista 6. helyén szerepelt, és a klubokban is játszották a dal remixeit. 199. május 24-én az RIAA arany minősítéssel díjazta az eladott több mint 500.000 példányszámot. Kanadában a dal az RPM Top Singles lista 96. helyén debütált, majd kilenc hét után a 7. helyezett lett. Ugyancsak slágerlistás 5. helyezett lett a dal a kanadai RPM Dance / Urban listán is. A dal összesen 16 hétig volt helyezett a kislemezlistán. Az 1991-es év összesített listáján pedig az 55. helyen szerepelt.
Ausztráliában a dal a 31. helyen debütált az ARIA listán, majd négy hét után a 15. helyezett lett. Új-Zélandon a dal a 18. helyezett volt, és csupán hat hétig volt jelen a listán. Az Egyesült Királyságban a dal a 84. helyen debütált, majd elhagyta a listát. 1991 áprilisában újból slágerlistás lett, ekkor a 4. helyre került, majd egy hét múlva a 3. lett, összesen 9 hetet töltve a listán. A Music & Media szerint a dal elérte az Egyesült Királyság eladási listájának tetejét. 2008 augusztusától 134.767 példányt adtak el az országban a hivatalos adatok szerint. Európa szerte a dal Top 20-as helyezett volt Belgiumban, Dániában, Írországban, Hollandiában, Norvégiában, és Svájcban. Top 40-es volt Franciaországban, Németországban, és Svédországban. A dal sikeressége hozzájárult ahhoz, hogy a 3. helyet érje el az European Hot 100-as kislemezlistán. Az év végi összesítésben pedig a 90. helyre került.

## Számlista
| - US 12" vinyl 1. "Rescue Me" (Titanic Vocal Mix) – 8:15 2. "Rescue Me" (Demanding Dub) – 5:20 3. "Rescue Me" (Single Mix) – 4:53 - US 12" maxi, cassette 1. "Rescue Me" (Titanic Vocal Mix) – 8:15 2. "Rescue Me" (Houseboat Vocal Mix) – 6:56 3. "Rescue Me" (Lifeboat Vocal Mix) – 5:20 4. "Rescue Me" (S.O.S. Mix) – 6:21 - US 7" vinyl / JPN 3" CD single 1. "Rescue Me" (Single Mix) – 4:51 2. "Rescue Me" (Alternate Single Mix) – 5:06 - UK 7" vinyl 1. "Rescue Me" (Single Mix) – 4:51 2. "Spotlight" – 6:26 - UK CD, 12" Picture Disc 1. "Rescue Me" (Single Mix) – 4:51 2. "Rescue Me" (Titanic Vocal Mix) – 8:15 3. "Spotlight" – 6:26 - AUS 7" vinyl 1. "Rescue Me" (Single Mix) – 4:51 2. "Rescue Me" (Album Version) – 5:31 | - AUS 12" vinyl / UK 12" Limited Edition 1. "Rescue Me" (Titanic Vocal Mix) – 8:15 2. "Rescue Me" (Houseboat Vocal Mix) – 6:56 3. "Rescue Me" (Lifeboat Vocal Mix) – 5:20 - GER CD single 1. "Rescue Me" (Single Mix) – 4:53 2. "Rescue Me" (Titanic Vocal Mix) – 8:15 3. "Rescue Me" (Demanding Dub) – 5:20 - EUR CD single 1. "Rescue Me" (S.O.S. Mix) – 6:21 2. "Rescue Me" (Lifeboat Vocal Mix) – 5:20 3. "Rescue Me" (Houseboat Vocal Mix) – 6:56 - JPN CD Extended play> 1. "Justify My Love" (Q-Sound Mix) – 4:57 2. "Justify My Love" (Orbit 12" Mix) – 7:19 3. "Justify My Love" (Hip Hop Mix) – 6:34 4. "Express Yourself" (1990) – 9:33 5. "Justify My Love" (The Beast Within Mix) – 6:14 6. "Rescue Me" (Single Mix) – 4:51 7. "Rescue Me" (Titanic Vocal Mix) – 8:15 8. "Rescue Me" (Houseboat Vocal Mix) – 6:56 9. "Rescue Me" (Lifeboat Vocal Mix) – 5:20 10. "Rescue Me" (S.O.S. Mix) – 6:21 |

## Közreműködő személyzet

### Személyzet
| - Madonna - ének , író , producer - Shep Pettibone - író, producer, hangkeverés - P. Dennis Mitchell - hangmérnök , hangfelvétel - Ted Jensen - masterelés - Goh Hotoda - audio keverés - Curt Frasca - mérnök asszisztens - John Partham - mérnök asszisztens - Peter Schwartz - billentyűzetek , programozás - Joe Moskowitz - kiegészítő programozás - Junior Vasquez - extra programozás - Tony Shimkin - szerkesztés - Dian Sorel - háttérvokál - Catherine Russell - háttérvokál - Lillies White - háttérvokál - Herb Ritts - fotó - Jeri Heiden - művészeti igazgató | - Felvételek: Axis Studió New York - Master: Sterling Sound Studió New York - Mix: Sound Works Studió New York - Freddy DeMann Management, a DeMann Entertainment Co. Ltd. - Webo Girl Publishing, Inc., Warner Bros. Music Corp, Bleu Disc Music Co. Inc., Lexor Music (ASCAP) |

## Slágerlista
| Slágerlista (1991)                    | Legjobb helyezés |
| ------------------------------------- | ---------------- |
| Ausztrália (ARIA)                     | 15               |
| Belgium (Ultratop 50 Flanders)        | 18               |
| Kanada Top Singles (RPM)              | 7                |
| Kanada Dance/Urban (RPM)              | 5                |
| Denmark (IFPI)                        | 4                |
| Europe (European Hot 100 Singles)     | 3                |
| Franciaország (Single Top 100)        | 21               |
| Németország (Media Control Charts)    | 21               |
| Írország (IRMA)                       | 3                |
| Hollandia (Top 40)                    | 9                |
| Hollandia (Single Top 100)            | 10               |
| Új-Zéland (Recorded Music NZ)         | 18               |
| Norvégia (VG-lista)                   | 10               |
| Svédország (Sverigetopplistan)        | 27               |
| Svájc (Schweizer Hitparade)           | 11               |
| Egyesült Királyság (UK Singles Chart) | 3                |
| US Billboard Hot 100                  | 9                |
| US Hot Dance Club Songs (Billboard)   | 6                |
| Zimbabwe (ZIMA)                       | 10               |

| Slágerlista (1991)                 | Helyezés |
| ---------------------------------- | -------- |
| Canada Top Singles (RPM)           | 55       |
| Canada Dance/Urban (RPM)           | 43       |
| Europe (European Hot 100 Singles)  | 90       |
| Europe (European Hit Radio)        | 67       |
| Netherlands (Single Top 100)       | 94       |
| US Dance Singles Sales (Billboard) | 40       |

## Minősítések
| Ország                   | Minősítés | Eladás  |
| ------------------------ | --------- | ------- |
| Japán (Oricon)           |           | 14.510  |
| Egyesült Királyság (BPI) |           | 134.764 |
| Egyesült Államok (RIAA)  | arany     | 500.000 |